# Maria Celina od Ofiarowania Najświętszej Maryi Panny
Maria Celina od Ofiarowania Najświętszej Maryi Panny, właśc. Joanna Germana Castang, fr. Jeanne Germaine Castang (ur. 23 maja 1878 w Nojals, zm. 30 maja 1897 w Talence) – francuska klaryska, dziewica i błogosławiona Kościoła rzymskokatolickiego.
Urodziła się w wielodzietnej rodzinie. W 1882 roku mając 4 lata zapadła na chorobę Heinego-Medina. Jej lewa noga została sparaliżowana i w 1891 przeszła operację ortopedyczną. Chciała wstąpić do klarysek w Bordeaux i do zakonu Sióstr Jezusa i Maryi w Le Dorat, ale odmówiono jej z uwagi na stan zdrowia. W końcu 12 czerwca 1896 roku rozpoczęła postulat u klarysek Ubogich Sióstr Świętej Klary (II Zakonu św. Franciszka) w Talence. Pięć miesięcy później otrzymała habit franciszkański i przyjęła imię zakonne Maria Celina od Ofiarowania Najświętszej Maryi Panny.
Zmarła na gruźlicę w wieku 19 lat w opinii świętości po złożeniu ślubów zakonnych (łac.) in articulo mortis ('w obliczu śmierci'). Na początku XX wieku miejscem jej pochówku był klasztor klarysek w  Talence. Od czerwca 2006 jej szczątki spoczywają w kościele parafialnym w Nojals-et-Clotte.

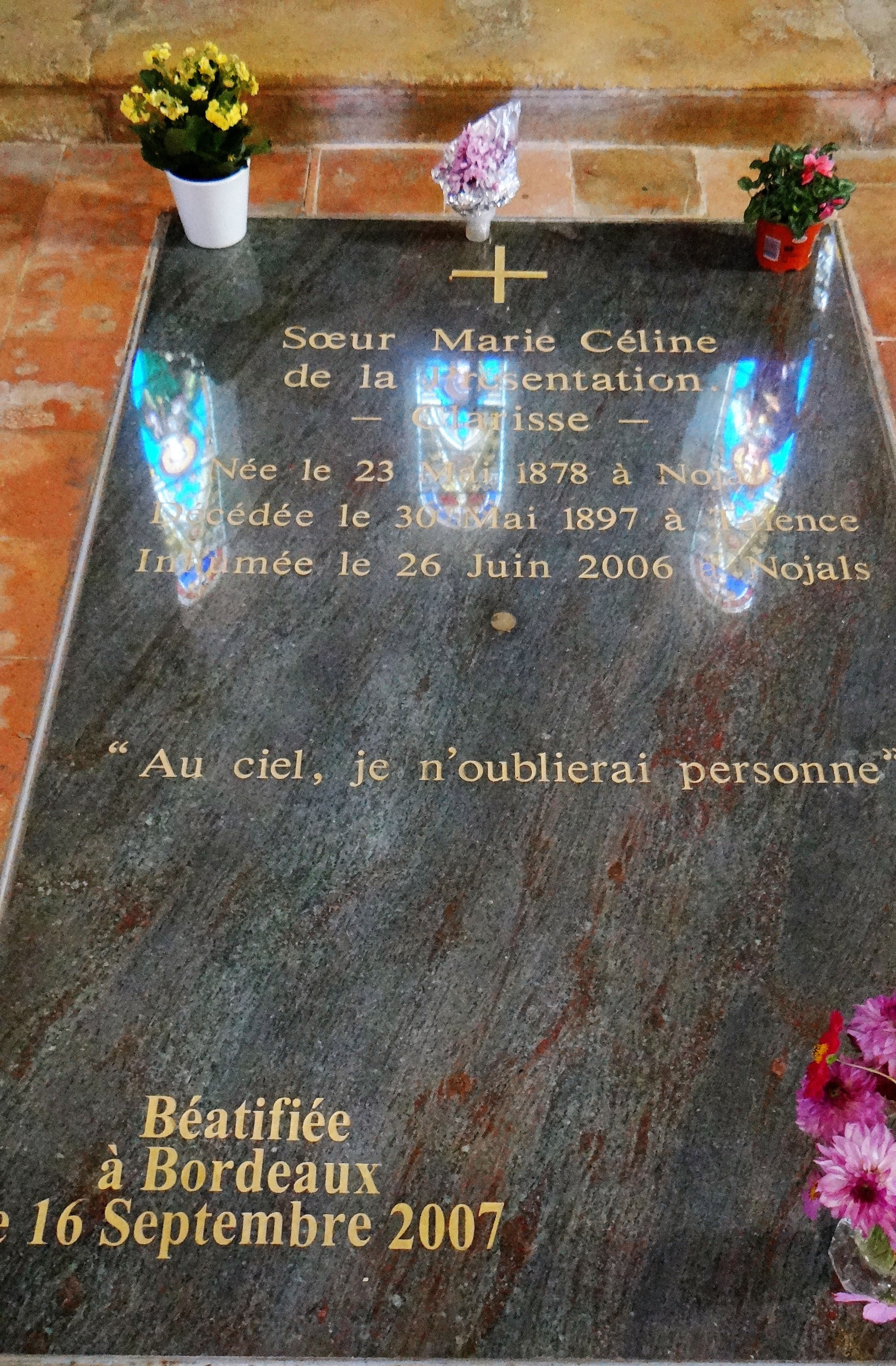
Grób Marii Celiny od Ofiarowania Najświętszej Maryi Panny w Nojals-et-Clotte

Została beatyfikowana przez papieża Benedykta XVI w dniu 16 września 2007 roku.